# Jay Lamoureux

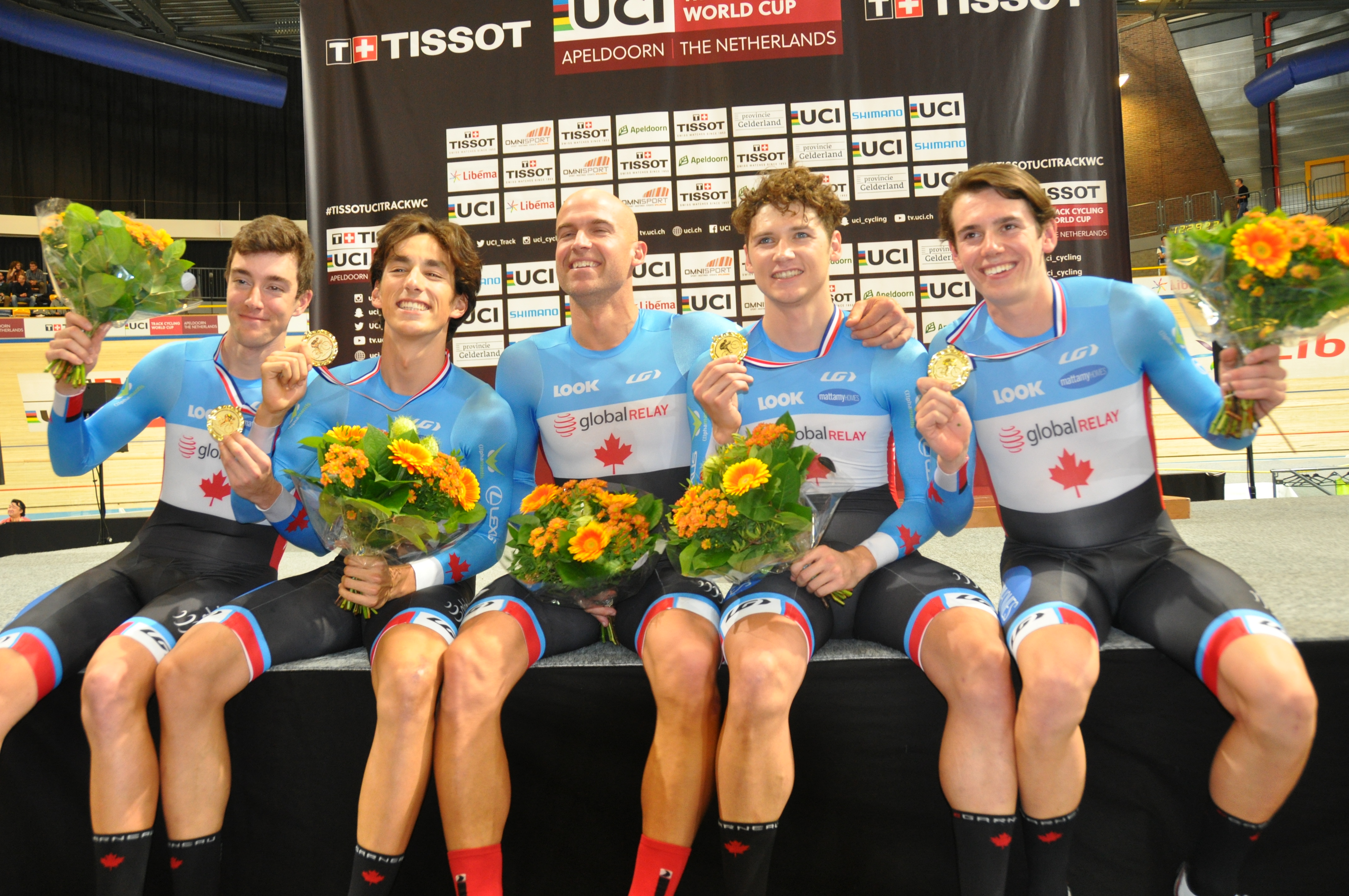
Der kanadische Vierer nach dem Weltcup-Sieg 2016 in Apeldoorn (v. l. n. r.): Bayley Simpson, Adam Jamieson, Ed Veal, Aidan Caves und Jay Lamoureux

Jay Lamoureux (* 13. August 1995 in Victoria) ist ein kanadischer Radsportler, der Rennen auf Bahn und Straße bestreitet.

## Sportliche Laufbahn
2016 errang Jay Lamoureux bei den Panamerikameisterschaften auf der Bahn jeweils eine Silbermedaille in der Einer- sowie in der Mannschaftsverfolgung (mit Adam Jamieson, Aidan Caves und Ed Veal). Im November des Jahres gewann er mit Caves, Jamieson, Veal und Bayley Simpson die Mannschaftsverfolgung beim Lauf des Bahn-Weltcups im niederländischen Apeldoorn. Bei den Panamerikameisterschaften holten Caves und Simpson gemeinsam mit Derek Gee den Titel in der Mannschaftsverfolgung.
Bei den Commonwealth Games 2018 in Australien holte der kanadische Bahnvierer aus Michael Foley, Derek Gee und Aidan Caves die Bronzemedaille, Lamoureux wurde im Einzelzeitfahren auf der Straße 14. Bei den UCI-Bahn-Weltmeisterschaften 2019 in Pruszków belegte der Vierer einen enttäuschenden vierten Platz.

## Erfolge

### Bahn
2016
- Panamerikameisterschaft – Einerverfolgung, Mannschaftsverfolgung (mit Adam Jamieson, Aidan Caves und Ed Veal)
- Weltcup in Apeldoorn – Mannschaftsverfolgung (mit Aidan Caves, Adam Jamieson, Bayley Simpson und Ed Veal)

2017
- Panamerikameister – Mannschaftsverfolgung (mit Aidan Caves, Derek Gee und Bayley Simpson)
- Panamerikameisterschaft – Einerverfolgung

2018
- Commonwealth Games – Mannschaftsverfolgung (mit Michael Foley, Derek Gee und Aidan Caves)

2019
- Panamerikameister – Mannschaftsverfolgung (mit Vincent De Haître, Michael Foley und Derek Gee)
- Panamerikameisterschaft – Einerverfolgung
- Kanadischer Meister – Mannschaftsverfolgung (mit Aidan Caves, Chris Ernst und Michael Foley)

2020
- Kanadischer Meister – Mannschaftsverfolgung (mit Aidan Caves, Chris Ernst und Michael Foley)